# Szczecinki mezopleuralne
Szczecinki mezopleuralne (łac. chaetae mesopleurales) – rodzaj szczecinek występujący na tułowiu muchówek.
Szczecinki te ustawione są szeregu, ulokowanym na mezopleurach, przed szwem mezopleuralnym.